# I Liceum Ogólnokształcące im. Karola Miarki w Żorach
I Liceum Ogólnokształcące im. Karola Miarki jest najstarszym liceum ogólnokształcącym w Żorach.

## Historia
5 lutego 1912 roku pismem Regencji Opolskiej L II f XXIII/XII nr 147 założona została niemiecka szkoła męska Städtische höhere Knabenschulle. 16 kwietnia 1912 burmistrz Reiche otworzył szkołę. W roku 1912/13 przyjęto 26 uczniów, a kierownikiem szkoły został pan Janocha.
W 1922 szkoła średnia przeszła pod zarząd polskich władz i stała się progimnazjum (sześcioletnim gimnazjum).
Pierwsze lata były trudne dla szkoły, ze względu na próby pełnej polonizacji oświaty oraz problemy kadrowe. Efektem tego było utworzenie Miejskiego Gimnazjum Męskiego im. Karola Miarki, co nastąpiło decyzją Rady Pedagogicznej 21 września 1927 roku.
W 1932 roku odbył się pierwszy polski egzamin maturalny, do którego przystąpiło sześciu uczniów.
W wyniku działań wojennych podczas II wojny światowej budynek szkoły został zniszczony w 60 procentach. Pierwsze zajęcia odbyły się już w kwietniu 1945 roku, a szkoła przyjęła nazwę Państwowe Gimnazjum i Liceum Koedukacyjne im. Karola Miarki.
W 1961 roku liceum wzbogaciło się o sprzęt audiowizualny, w postaci telewizora i magnetofonu. W latach 70. i 80. trwały remonty, powstała m.in. jadalnia oraz kuchnia, a pracownie zostały wyposażone w nowe pomoce naukowe.
W 1985 roku młody nauczyciel i absolwent szkoły mgr inż. Adam Herman przyczynił się do powstania klubu mikrokomputerowego z komputerem Sinclair Spectrum otrzymanym z Warszawy.
W 1993 szkoła nosiła nazwę Liceum Ogólnokształcące im. Karola Miarki, a w 1999 roku Zespół Szkół Ogólnokształcących w Żorach z I Liceum Ogólnokształcącym im. Karola Miarki, Liceum Ogólnokształcącym dla Dorosłych oraz Gimnazjum Nr 1.
Po likwidacji gimnazjum w 2019 roku szkoła stała się Zespołem Szkół Nr 1 W Żorach, w skład którego wchodzą: I Liceum Ogólnokształcące z Oddziałami Dwujęzycznymi im. Karola Miarki oraz Technikum Nr 4 w Żorach.
W 2020 roku otwarto przy szkole halę sportową.

## Znani absolwenci
Do grona absolwentów szkoły należą:
- Krystian Lupa – reżyser teatralny, scenograf, grafik, autor scenariuszy teatralnych, adaptator, tłumacz, pedagog w krakowskiej PWST, autor opracowań muzycznych własnych przedstawień;
- Sonia Bohosiewicz – aktorka;
- Zygmunt Łukaszczyk – polityk, prezydent Żor w latach 1990–1998, w latach 2007-2014 wojewoda śląski;
- Bartosz Gajda — kabareciarz, jeden z twórców kabaretu Łowcy.B;
- Henryk Fojcik – artysta rzeźbiarz, autor m.in. monumentalnego ołtarza w kościele werbistów w Rybniku[10];
- Waldemar Socha, pełniący od 1998 funkcję prezydenta Żor[11];
- Julia Żugaj – influencerka.